# アンプレックステクノロジー
アンプレックステクノロジー (Amperex Technology Limited、以下「ATL」. 中国香港特別行政区) は、1999年に設立した中国のバッテリー会社1。 

## 概要
世界最大手の電気自動車用の電池メーカーであるCATL(Contemporary Amperex Technology Co. Limited)の創業者Robin Zheng（曾毓群）が立ち上げた会社2。 
ATLは2021年のスマートフォンバッテリー市場で圧倒的シェアの1位である4。  (シェア: ATL　42%, LGES　22%, Samsung SDI　18%)。 

## 沿革
2005年、TDKはエネルギー分野の素材技術を強化するためATLを買収し、ATLはTDKの子会社になった3。

2020年、ATLはインドへの本格進出のため、インド北部のハリヤナ州で工場用地を取得し、バッテリー生産関連施設等を建設している5。